# Ironoquia plattensis
Ironoquia plattensis là một loài Trichoptera trong họ Limnephilidae. Chúng phân bố ở miền Tân bắc.

## Hình ảnh

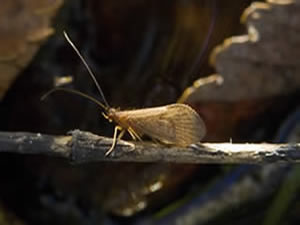
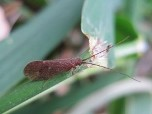